# Следопыт (роман)
«Следопы́т, и́ли На берега́х Онта́рио» (англ. The Pathfinder, or The Inland Sea) — третья книга из пенталогии об истории колонизации Северной Америки американского писателя Джеймса Фенимора Купера, написана в 1840 году.

## Сюжет
Действие книги разворачивается в Северной Америке в 1759 году во время франко-индейской войны. Моряк Чарльз Кэп помогает своей молоденькой племяннице Мэйбл добраться из Нью-Йорка до крепости на берегу озера Онтарио, где служит её отец сержант Дунхем. Последние несколько миль пути, не лишённые различных приключений, им помогает преодолеть «бледнолицый» из племени делаваров Натти (Натанаэль) Бампо, который прежде был разведчиком британской армии в войне за Америку, его друг-индеец Чингачгук из племени могикан и юноша Джаспер Уэсторн.
Далее книга описывает войну с гуронами близ Великих Озёр, предательство одного из ранее верных солдат, гибель нескольких героев и любовный треугольник с участием девушки Мэйбл.

## Экранизации
- «Приключения на берегах Онтарио» / Lacul din Ontario — реж. Жан Древиль, Серджиу Николаеску (Румыния-Франция, 1968)
- «Следопыт» — реж. Павел Любимов (СССР, 1987)
- «Следопыт» / The Pathfinder — реж. Дональд Шебиб (Канада-США, 1996)